# Judy Campbell
Judy Campbell (31 de mayo de 1916 - 6 de junio de 2004) fue una actriz, guionista y cantante inglesa.

## Biografía
Nace en 1916 bajo el nombre de Judith Mary Gamble en Grantham, una pequeña ciudad situada a orillas del río Witham. Su padre J.A Campbell fue un actor, guionista, y dueño de un teatro, su madre fue la actriz Mary Fulton. Criada en el seno de una familia de artistas, su debut actoral fue a los 19 años de edad en el "Theatre Royal", un modesto teatro de la ciudad. Debido a su talento artístico, sigue trabajando en la actuación, siendo convocada luego para participar en diferentes festivales tales como el "Festival Theatre" y el "Liverpool Playhouse", y además de distintas comedias como "Vic Oliver".
Para 1937 trabajaba en el "West End" de Londres (término comparable al Broadway de Nueva York) pero, no fue hasta mayo de 1940 cuando comienza a adquirir cierta fama tras debutar en cine y participar de varias películas. Ese mismo año filma mediante papeles protagónicos Now You're Talking donde interpreta a Doris, el film estuvo dirigido por John Paddy Carstairs, luego le siguen Convoy dirigida por Pen Tennyson y Saloon Bar bajo la dirección de Walter Forde.
Una anécdota particular cuenta que durante una tarde, mientras Judy estaba en plena actuación interpretando "los monólogos de Dorothy Parker", se olvida el guion y de alguna manera la letra de ayuda memoria que los asistentes en escena poseían se había extraviado, en el último minuto se le informa que debía cantar A Nightingale Sang in Berkeley Square (una popular canción romántica de Gran Bretaña escrita por Eric Maschwitz), en ese momento ella no conocía y no había explorado sus dotes vocales, es por eso que la inseguridad la invadió pero, su gran capacidad para la actuación le permitió afrontar la situación y un poco cantando, otro poco recitando y bromeando terminó la canción. El resultado fue un éxito, logró crear una atmósfera de teatralidad muy especial y su temor a la reacción del público fue muy bien disimulada. Sin embargo, sería la misma audiencia la primera en agradecerle mediante una ovación, buscarla para felicitarla y elogiarla. Esa misma tarde y en el mismo lugar se encontraba el actor Noel Coward observando su desempeño artístico, cuando el show terminó, Coward fue directamente a su camerino para expresarle su agrado y le dijo:

Esto demuestra como se pone el talento sobre una canción, "cuando no tienes voz".

Luego Noël Coward expresaría y aclararía que Judy Campbell trabajaría con él, y así fue. Juntos recorrieron el interior del país llevando las obras Blithe Spirit, Present Laughter y This Happy Breed, hasta concluir en el West End.
Después de la guerra, trabajó consistentemente en el West End, protagonizando papeles actorales en las obras Relative Values, The Reluctant Debutante, Heartbreak House, You Never Can Tell y Mr Whatnot.
Durante los 70, amplió su espectro teatral, abordando clásicos como "Lady Touchwood" en The Double Dealer y versiones modernas de "Linda Loman" en Death of a Salesman.
En televisión hizo varias apariciones en series como Inspector Morse y Dust to Dust. En 1985 se la pudo ver interpretando el papel de la "Condesa Vronsky" en Anna Karenina y como "la Tía Ana" en 2002 durante la nueva versión de The Forsyte Saga.
Realizó trabajos como guionista, una de sus obras The Bright One, tuvo una producción y se pudo ver en West End, cuyo papel protagónico fue interpretado por Kay Kendall durante 1958.

### Muerte
Judith Mary Gamble fallece el domingo 6 de junio de 2004 a la edad de 88 años en Londres, su sepultura se realizó el día viernes 18 de junio de 2004, estuvo precedida por una misa que comenzó el mismo día a las 14 horas en la Vieja Iglesia de Chelsea.
Su última aparición pública fue en 2003 en la revista de Sheridan Morley titulada Where Are the Songs We Sung? en el Jermyn Street Theatre, donde nuevamente fue ovacionada tras cantar otra vez como lo hizo años atrás, A Nightingale Sang in Berkeley Square.

## Filmografía

### Años 1940
La siguiente es una lista de las películas protagonizadas por Judy Campbell durante la década de los años 1940.
- Now You're Talking (1940)
- Convoy (1940)
- Saloon Bar (1940)
- East of Piccadilly (1941)
- Breach of Promise (1942)
- The World Owes Me a Living (1944)
- Green for Danger (1946)
- Bonnie Prince Charlie (1948)

### Años 1970
La siguiente es una lista de las películas protagonizadas por Judy Campbell durante la década de los años 1970.
- There's a Girl in My Soup (1970)
- Mr. Forbush and the Penguins (1971)

### Años 1980
La siguiente es una lista de las películas protagonizadas por Judy Campbell durante la década de los años 1980.
- Sredni vashtar (1981)
- Kung-Fu master (1987)

### Años 1990
La siguiente es una lista de las películas protagonizadas por Judy Campbell durante la década de los años 1990.
- Future Force (1990)

## Otros datos
En 1943 contrae matrimonio con David Birkin, un oficial naval, con quien tuvo 2 hijas, una de ellas es la actriz y cantante Jane Birkin, y un hijo, el director de cine Andrew Birkin. Sus nietas son las actrices Charlotte Gainsbourg (hija de Jane y Serge Gainsbourg) y Lou Doillon, y la fotógrafa Kate Barry (1966-2013). En 1991, tras la muerte de David, enviuda por única vez.